# Segun Akinola
Pour les articles homonymes, voir Akinola.
Segun Akinola (né en 1993) est un compositeur anglais de télévision et de documentaires. En 2018, il a succédé à Murray Gold en tant que directeur et compositeur de la musique de Doctor Who de la saison 11 aux épisodes spéciaux 2022.

## Biographie
Akinola a un héritage britannique et nigérian. Enfant, il a appris à jouer du piano et de la batterie. C'est un ancien élève de l'École moderne de Bedford (en), et du Conservatoire royal de Birmingham (en), d'où il a obtenu son diplôme avec les honneurs en 2014. Il a ensuite obtenu une maîtrise en composition pour le cinéma et la télévision à la National Film and Television School,.

## Vie privée
Akinola vit à Londres.

## Travail

### Doctor Who
Le 26 juin 2018, Chris Chibnall, le producteur exécutif de Doctor Who, annonce que la bande originale de la saison 11 du programme serait faite par Akinola, après que Murray Gold a annoncé sa démission en tant que compositeur de la série en février 2018, ayant occupé le poste de directeur musical depuis 2005,,.

## Récompenses
En 2017, il est nommé en tant que « Meilleur nouveau talent » (Breakthrough Talent) aux BAFTA.
Sa bande originale "Dear Mr Shakespeare" reçoit une mention honorable au Prix Jerry Goldsmith BSO 2017 en tant que « Meilleure musique originale pour un court-métrage ».

## Musique
| Année | Titre                                                  | Notes                                                                      |
| ----- | ------------------------------------------------------ | -------------------------------------------------------------------------- |
| 2012  | Outsiders                                              | Short                                                                      |
| 2013  | Frozen Echoes                                          | Short                                                                      |
| 2013  | GT4 Challenge of Great Britain Donington Park          | Court-métrage documentaire                                                 |
| 2013  | Godsweeper                                             | Jeu vidéo                                                                  |
| 2014  | Wings                                                  | Court-métrage                                                              |
| 2015  | Shaun the Sheep the Movie Green Light to Opening Night | Série documentaire                                                         |
| 2015  | Vienna Ugly                                            | Court-métrage documentaire                                                 |
| 2016  | The Trip                                               | Short                                                                      |
| 2016  | White Paint                                            | Short                                                                      |
| 2016  | Paul                                                   | Short                                                                      |
| 2016  | A Moving Image                                         | Film                                                                       |
| 2016  | The Proposal                                           | Court-métrage                                                              |
| 2016  | Dear Mr Shakespeare: Shakespeare Lives                 | Court-métrage                                                              |
| 2016  | Panorama -The VIP Paedophile Ring: What's the Truth?   | Série documentaire                                                         |
| 2016  | Black and British: A Forgotten History                 | Série documentaire                                                         |
| 2017  | Wild Horses                                            | Court-métrage                                                              |
| 2017  | Acta Non Verba                                         | Documentaire                                                               |
| 2017  | The Human Body: Secrets of Your Life Revealed          | Série télévisée                                                            |
| 2017  | Expedition Volcano                                     | Série documentaire                                                         |
| 2017  | Custom Love                                            | Court-métrage                                                              |
| 2018  | Wonders of the Moon                                    | Documentaire                                                               |
| 2018  | Doctor Who                                             | Série télévisée, saison 11, saison 12, saison 13 et épisodes spéciaux 2022 |
| 2018  | Itsy                                                   | Court-métrage                                                              |